# Alta Vista (Iowa)
Alta Vista – miasto w Stanach Zjednoczonych, w stanie Iowa, w hrabstwie Chickasaw.

## Demografia
W 2000 liczyło 286 mieszkańców. W 2023 liczba mieszkańców spadła do 217 osób, a gęstość zaludnienia poniżej 112 osób/km².